# Perseverance (Hatebreed)
Perserverance is een studioalbum van de hardcoreband Hatebreed, uitgebracht op 12 maart 2002.

## Tracklisting
1. "Proven" – 2:35
2. "Perseverance" – 2:20
3. "You're Never Alone" – 3:21
4. "I Will Be Heard" – 2:58
5. "Call for Blood" – 3:05
6. "Below the Bottom" – 2:25
7. "We Still Fight" – 1:35
8. "Unloved" – 2:37
9. "Bloodsoaked Memories" – 2:52
10. "Hollow Ground" – 2:39
11. "Final Prayer" – 2:12
12. "Smash Your Enemies" – 2:09
13. "Healing to Suffer Again" – 2:49
14. "Judgement Strikes (Unbreakable)" – 1:25
15. "Remain Nameless" – 2:50
16. "Outro" – 0:38
17. "Condemned Until Rebirth" – 2:07 (Bonus Track)